# Il cinema ritrovato

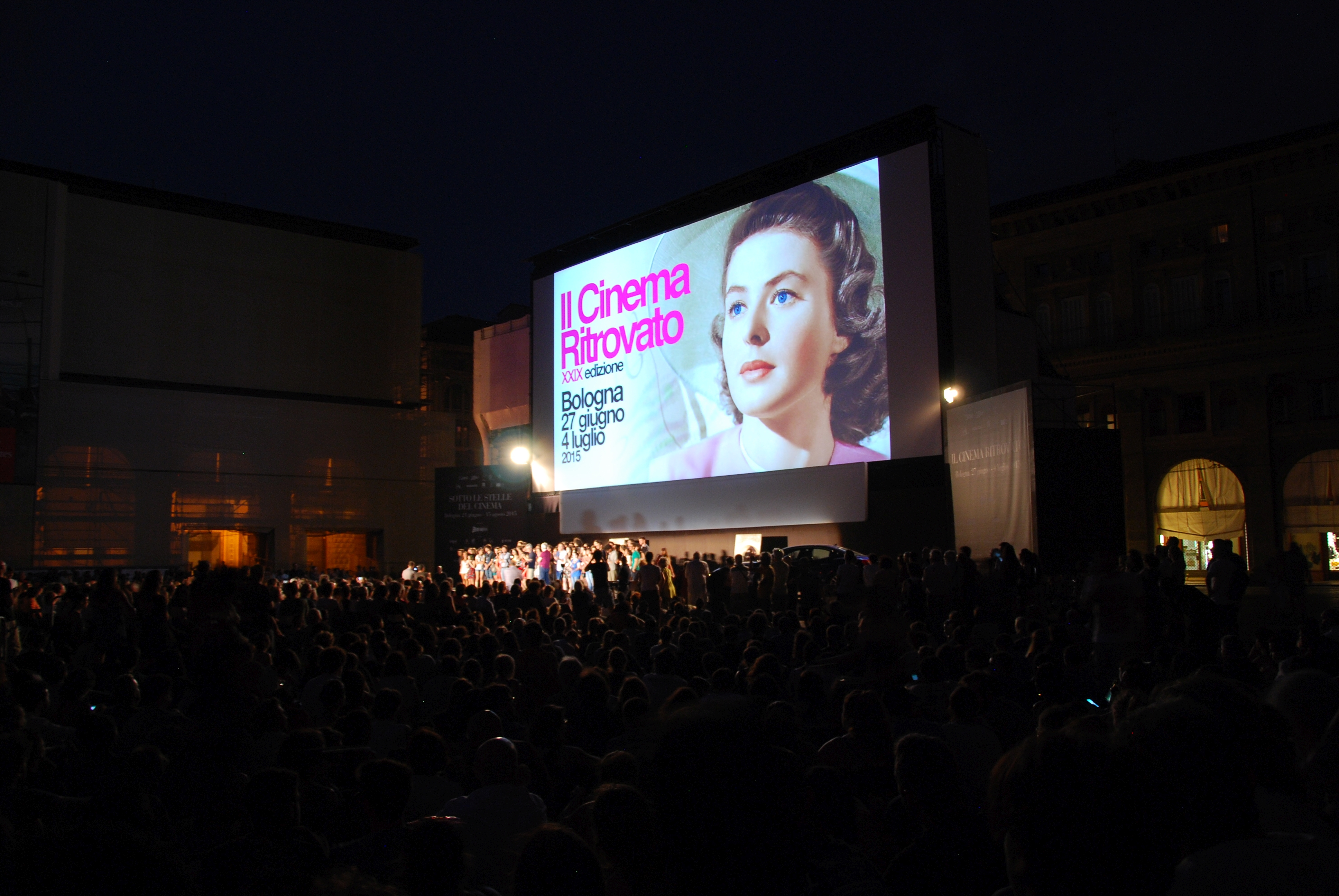
édition 2015

Il cinema ritrovato est un festival de cinéma consacré à la découverte de films rares et peu connus qui se déroule, depuis 1986, à Bologne en Émilie-Romagne.

## Le festival
Traditionnel rendez-vous estival des cinéphiles, le festival se tient annuellement de la fin juin au début juillet dans de nombreux lieux du centre historique de Bologne, parmi lesquelles la piazza Maggiore (projections nocturnes in piazza) et la Manifattura delle Arti) (it).
Organisé par la cinémathèque de Bologne (cineteca di Bologna), il naît sur les cendres d'une manifestation importante dans le panorama festivalier italien : la Mostra del Cinema Libero di Porretta Terme. Le festival présente une riche sélection de films rares, introuvables ou considérés perdus provenant des archives historiques des cinémathèques de divers pays.

## Direction
Le directeur du festival est le critique finlandais Peter von Bagh. L'une des âmes du festival jusqu'à sa mort en 2008, a été le critique du cinéma muet Vittorio Martinelli (it).